# Bye Sami
Bye Sami est un groupe de rock mexicain, originaire de Tijuana. Leur premier album, Otro día más, est enregistré à Los Angeles, en Californie, et publié en 2002.

## Biographie
Bye Sami est formé à Tijuana, au Mexique, en 2000. Il se compose de Julián Rodríguez (chant), Jaime Salinas (basse), Julio Selva (batterie), Lino Moreno (guitare) et Ivan Silva (guitare). 
Ce n'est qu'en 2002 que le groupe publie son premier et seul album studio, Otro día más, enregistré à Los Angeles, en Californie. La campagne publicitaire de l'album mène au tournage d'un clip diffusé en rotation sur MTV et VH1. Toujours en 2002, ils jouent sur scène face aux groupes Face to Face et Midtown à San Diego.
Bye Sami plus tard au nord du Mexique, et dans le sud de la Californie, en 2004. En 2007, ils jouent avec le groupe de punk rock mexicain Allison en soutien à leur premier album. En 2008, Bye Sami se réunit pour un concert à Tijuana.
En 2010, ils décident de continuer avec trois membres fondateurs et enregistrent deux morceaux dont le single indépendant Robot en téléchargement libre sur leur page Soundcloud.

## Membres

### Membres actuels
- Julián Rodríguez – chant
- Julio Selva – batterie, chant
- Ivan Silva – guitare
- Claudio Bautista – basse

### Anciens membres
- Jaime Salinas
- Eugenio Dodero
- Pablo Dodero
- Lino Moreno
- Hassan Limas

## Discograpgie
- 2002 : Otro día más (Sourpop Records)
- 2008 : Tal vez nunca regresarás (Sourpop Records, single)
- 2010 : Robot (single 2010)